# ラジャスタン原子力発電所
ラジャスタン原子力発電所（英語: Rajasthan Atomic Power Station）はインドのラージャスターン州チッタウルガル県にある原子力発電所。コーターからチャンバル川沿いに65kmほどの位置にあり、ラナ・プラタップ・サガーダムのダム湖のほとりにある。ラワットバータ、タムラオ（Tamlao）が隣接し、ラワットバータからは道路で10kmほどである。コーターには重水の工場があり1980年代から運用されている。

## 歴史
ラジャスタン発電所計画（Rajasthan Power Project、RAPP）では2基の220MWeのCANDU炉をラジャスタンに建設し、それぞれ1973年および1981年に商業運転を開始する予定とした。インドはカナダとの間で原子力通商協力を行うこととなり、カナダからCANDU炉を導入し、インドの運営者や工学専門家はカナダのダグラス・ポイント原子力発電所で訓練された。なお、カナダのダグラス・ポイント原発は1961年に運転を開始し、ラジャスタンのCANDU炉は1963年に運営を開始している。1973年の核実験の後、カナダとインドの原子力通商協力は縮小され、2号炉はカナダの協力無しで建設され、PHWR炉として建設された。
多くの事故と修理の後、現在1号機は100MWで運転されており、2号炉は200MWで運転されている。
原子力計画の中で、さらに220MW級のPHWRが2基追加で建設された。費用はおおよそ5億7000万ドルと見積もられ、3号機は1999年12月24日、4号機は2000年11月3日に臨界を達成した。商業運用はそれぞれ2000年6月1日、2000年12月23日に始まっている。その後220MW級PHWRが更に2基の追加され、5号機は2010年2月4日に、6号機は2010年3月31日に商業運転を開始した。
現在、インド設計の700MWe級改良型加圧重水炉が2基建設中であり7号機、8号機になる予定である。7号機最初のコンクリート打ち込みは2011年7月18日に行われ、2016年の商業運転開始を見込んでいる。2基の建設費は1232億ルピーと見積もられている

## 事故・評価
2012年6月、38人の作業員が溶接作業中にトリチウムに曝露した。
2012年11月国際原子力機関(IAEA)は数週間にわたってラジャスタン原発の2基の原子炉の安全性の集中監査を行った。これはこれらの原子炉は世界でも最良の状態で、これらの220MW級発電施設は福島のような事故にも耐えうると結論を出しており、「インドの安全文化が強く」高い国際安全基準をの勝者として現れたとさえ示唆している。

## 原子炉
| 名称                  | 形式  | 正味発電量 | 総発電量 | 建設                           | 臨界達成       | 商業運転       | 運転終了 |
| --------------------- | ----- | ---------- | -------- | ------------------------------ | -------------- | -------------- | -------- |
| 1号機 （Rajasthan−1） | CANDU | 90 MW      | 100 MW   | 1965年8月1日 – 1972年11月30日  | 1973年8月11日  | 1973年12月16日 |          |
| 2号機 （Rajasthan−2） | PHWR  | 187 MW     | 200 MW   | 1968年4月1日 – 1980年11月1日   | 1981年5月      | 1981年4月1日   |          |
| 3号機 （Rajasthan−3） | PHWR  | 202 MW     | 220 MW   | 1990年2月1日 – 2000年3月10日   |                | 2000年6月1日   |          |
| 4号機 （Rajasthan−4） | PHWR  | 202 MW     | 220 MW   | 1990年10月1日 – 2000年11月17日 |                | 2000年12月23日 |          |
| 5号機 （Rajasthan−5） | PHWR  | 202 MW     | 220 MW   | 2002年9月18日 –                | 2009年11月24日 | 2010年2月4日   |          |
| 6号機 （Rajasthan−6） | PHWR  | 202 MW     | 220 MW   | 2003年1月20日 –                |                | 2010年3月31日  |          |
| 7号機 （Rajasthan−7） | PHWR  | 630 MW     | 700 MW   | 2011年7月18日                  |                |                |          |
| 8号機 （Rajasthan−8） | PHWR  | 630 MW     | 700 MW   | 2011年12月                     |                |                |          |

## 註
1. 1 2 3   “Rajasthan Atomic Power Station (RAPS)”. Plants Under Operation.  インド原子力発電公社 (NPCIL). 2020年8月24日閲覧。
2. ↑   “India begins construction of 25th nuclear plant”. ザ・ヒンドゥ（英語版）. (2011年7月18日) 2011年7月18日閲覧。
3. ↑   “Construction starts on new Rajasthan units”. 世界原子力ニュース.  世界原子力協会 (WNA) (2011年7月18日). 2011年7月18日閲覧。
4. ↑  Radiation scare in Rajasthan, workers exposed - ウェイバックマシン（2014年10月30日アーカイブ分）. NDTV.com (2012-06-30). Retrieved on 2013-12-06.
5. ↑   “UN's nuclear watchdog: Rajasthan reactors are among world's safest”. NDTV（英語版）.com (2012年11月15日). 2013年12月6日閲覧。
6. ↑  “RAPS’ fifth nuclear reactor attains criticality”. The Hindu. (2009-11-25) 2009年11月25日閲覧。.
7. ↑   "Construction of RAPP-7&8 Begins – First Pour of Concrete Achieved" (PDF) (Press release). NPCIL. 18 July 2011. 2017年6月25日時点のオリジナル (PDF)よりアーカイブ。2011年7月18日閲覧。